# Dichelodontium nitidum
Dichelodontium nitidum är en bladmossart som beskrevs av Brotherus 1907. Dichelodontium nitidum ingår i släktet Dichelodontium och familjen Ptychomniaceae. Inga underarter finns listade i Catalogue of Life.